# Campionati mondiali di skeleton 1982
I Campionati mondiali di skeleton 1982, prima edizione della manifestazione organizzata dalla Federazione Internazionale di Bob e Skeleton, si tennero nel gennaio 1982 a Sankt Moritz, in Svizzera, sulla Olympia Bobrun St. Moritz–Celerina, la stessa sulla quale si svolsero le competizioni del bob ai Giochi di Sankt Moritz 1928 e di Sankt Moritz 1948; fu disputata unicamente la gara del singolo vinta dall'austriaco Gert Elsässer.

## Risultati

### Singolo
La gara vide la vittoria dell'austriaco Gert Elsässer davanti agli svizzeri Nico Baracchi ed Alain Wicki.
| Pos. | Atleti        | Nazione  |
| ---- | ------------- | -------- |
|      | Gert Elsässer | Austria  |
|      | Nico Baracchi | Svizzera |
|      | Alain Wicki   | Svizzera |

## Medagliere
| Posizione | Nazione  | Oro | Argento | Bronzo | Totale |
| --------- | -------- | --- | ------- | ------ | ------ |
| 1         | Austria  | 1   | 0       | 0      | 1      |
| 2         | Svizzera | 0   | 1       | 1      | 2      |
| Totale    | Totale   | 1   | 1       | 1      | 3      |